# Krîvuși, Kremenciuk
Krîvuși (în ucraineană Кривуші) este un sat în comuna Pișceane din raionul Kremenciuk, regiunea Poltava, Ucraina.

## Demografie
Componența lingvistică a localității Krîvuși
     Ucraineană (94,64%)
     Rusă (5%)
     Alte limbi (0,27%)
Conform recensământului din 2001, majoritatea populației localității Krîvuși era vorbitoare de ucraineană (94,64%), existând în minoritate și vorbitori de rusă (5%).